# Intuitionistisk logik
Den intuitionistiska logiken har sitt ursprung i intuitionismen som grundar sig på uppfattningen att existensen av ett (matematiskt) objekt endast kan fastställas genom att i någon mening konstruera objektet. I intuitionistisk logik är lagen om det uteslutna tredje inte en giltig princip, d.v.s., man kan inte i allmänhet sluta sig till att utsagan P eller icke P är sann. Idag är intuitionistisk logik inte bara tillämpad inom intuitionismen, utan även i exempelvis toposteori.

## Ett exempel på ett icke-intuitionistiskt bevis
Vi skall visa att det finns irrationella tal a, b så att {\displaystyle a^{b}} är rationellt. Lagen om det uteslutna tredje medför att {\displaystyle {\sqrt {2}}^{\sqrt {2}}} antingen är rationellt eller inte är rationellt. Om det är rationellt är {\displaystyle a=b={\sqrt {2}}} ett exempel på det vi söker. Om {\displaystyle {\sqrt {2}}^{\sqrt {2}}} är irrationellt så har vi att
{\displaystyle \left({\sqrt {2}}^{\sqrt {2}}\right)^{\sqrt {2}}={\sqrt {2}}^{({\sqrt {2}}\cdot {\sqrt {2}})}={\sqrt {2}}^{2}=2}
varvid
{\displaystyle a={\sqrt {2}}^{\sqrt {2}},b={\sqrt {2}}}
är ett exempel på det vi söker, VSB.
Ovanstående är ett klassiskt giltigt bevis av att det finns irrationella tal a, b så att {\displaystyle a^{b}} är rationellt. Det är emellertid inte ett intuitonistiskt giltigt bevis. Detta eftersom vi inte explicit konstruerat a, b, utan bara visat att ett av två alternativ kommer att ge ett korrekt resultat. Ett intuitionistiskt giltigt bevis får man genom att ta {\displaystyle a={\sqrt {2}}} och {\displaystyle b=2\cdot \log _{2}3}. (Att b är irrationellt får man genom att om {\displaystyle \log _{2}3=p/q} så är {\displaystyle 3^{q}=(2^{\log _{2}3})^{q}=2^{p}}, så att primtalsfaktoriseringarna inte stämmer överens.)